# The Long Dark
The Long Dark is een computerspel ontwikkeld en uitgegeven door Hinterland Studio voor de PlayStation 4, Xbox One, Nintendo Switch, en voor Windows, macOS en Linux. Het survivalspel is uitgekomen op 1 augustus 2017. De Switch-versie verscheen op 17 september 2020.
In het spel neemt de speler de rol aan van de gecrashte piloot Will Mackenzie. Hij moet na een magnetische storm zien te overleven in de ijskoude Canadese wildernis.
Gelijktijdig met de release werd ook bekendgemaakt dat er een film zal worden gemaakt op basis van het spel.

## Ontvangst
Het spel ontving positieve recensies. Men prees de vernieuwende elementen in het survivalgenre. Kritiek was er op het beperkte gebied dat te verkennen valt.
Op Metacritic, een recensieverzamelaar, heeft het spel een gemiddelde score van 76% voor alle platforms.